# 木魚歌
木魚歌又稱木魚、唱木魚或摸魚歌，是一種廣東曲藝，屬於彈詞系統，為唐代佛教的俗講、變文及寶卷傳唱至粤，與地方民歌民謠逐漸融合演變，於明朝晚期出現於廣州及珠江三角洲地區，於民間廣泛流傳，多為即興表演，或根據記憶演唱，後來發展出唱本木魚書，衍生出龍舟歌、南音。
木鱼歌初為清唱，沒有口白，也沒有樂器伴奏，曲體、拍子自由，腔調樸素簡單，一般按唱詞自然誦唱，不需從師學藝。在珠江三角洲地區，曾有職業木魚歌藝人，男稱瞽師，女稱瞽姬。職業藝人比較講究唱工，唱腔也刻意求工，逐漸發展出擅於表達哀傷的「苦喉」梅花腔。
《紫霞杯》為第一個木魚書故事被拍攝成香港電影，由南洋影片公司出品，侯曜編導，羅品超及梁雪霏主演。
早期作品以觀音行跡相關故事最為流行。到了清代，開始有文人創作木魚歌，除了有宗教色彩的故事及「勸世文」之類的內容外，還有下述題材：
- 從演義小說改編
  - 《万花楼》
  - 《金刀记》
  - 《钟无艳》
  - 《仁贵征东》
  - 《四下南唐》
- 從元明雜劇、傳奇、民間故事改編
  - 《白蛇雷峰塔》
  - 《再生缘》
  - 《背解红罗》
  - 《梁山伯牡丹记》
  - 《陈世美三官堂》
- 根據社會生活創作，反映歷史事件
  - 《三姑回门》
  - 《金山婆自叹》
  - 《老糠记》
  - 《梁天来告御状》
  - 《金山客自叹》
  - 《金山客叹五更》
  - 《华工诉恨》。
- 民間故事、獨立創作
  - 《玉葵寶扇》
  - 《亦朋種花》
  - 《金絲蝴蝶》
  - 《梅李爭花》
  - 《錦綉食齋》
  - 《呼家後代》
  - 《客途秋恨》
  - 《大宋高文舉》
  - 《紫霞杯》

## 木魚書
木魚書是木魚歌的唱本，有將現成的曲詞紀錄之後傳抄、刊印，也有新創曲詞刊印成書後才傳唱。其刊本、抄本有記載可查的約有500部，4000至5000卷。從明末到民國初年，曾刊刻出版木魚書的書肆有50多家，近20家標明所在地在廣州。
有人以收藏木魚書為興趣，如鄭振鐸所藏木魚書約有300至400本；梁培熾收藏木魚書約300至400種，2000餘冊。

### 才子書
木魚書中11部代表作品
1. 《三國》
2. 《好逑傳》
3. 《玉嬌梨》
4. 《平山冷燕》
5. 《金簪記》
6. 《西廂記》
7. 《琵琶記》
8. 《花箋記》
9. 《二荷花史》
10. 《珊瑚扇金鎖鴛鴦記》
11. 《雁翎媒》

### 花箋記
《花箋記》於1824年由英國人Peter Perring Thoms翻譯成英文，1836年由德國人Heinrich Kurz譯成德文，後來有法文、俄文、荷蘭文等國譯文。1827年2月23日，德國詩人歌德在日記中寫下了閱讀英譯本《花箋記》的感想。有學者認為《花箋記》影響歌德，使他創作了《中德四季晨昏雜詠》。